# 24 ur Le Mansa 1982
24 ur Le Mansa 1982 je bila petdeseta vzdržljivostna dirka 24 ur Le Mansa. Potekala je 19. in 20. junija 1982.

## Rezultati

### Uvrščeni
| Poz | Razred   | Št | Moštvo                            | Dirkači                                            | Šasija                     | Motor                         | Krogi |
| --- | -------- | -- | --------------------------------- | -------------------------------------------------- | -------------------------- | ----------------------------- | ----- |
| 1   | C        | 1  | Rothmans Porsche System           | Jacky Ickx Derek Bell                              | Porsche 956                | Porsche 2.6L Turbo Flat-6     | 359   |
| 2   | C        | 2  | Rothmans Porsche System           | Jochen Mass Vern Schuppan                          | Porsche 956                | Porsche 2.6L Turbo Flat-6     | 356   |
| 3   | C        | 3  | Rothmans Porsche System           | Hurley Haywood Al Holbert Jürgen Barth             | Porsche 956                | Porsche 2.6L Turbo Flat-6     | 340   |
| 4   | IMSA GTX | 79 | John Fitzpatrick Racing           | John Fitzpatrick David Hobbs                       | Porsche 935/78 "Moby Dick" | Porsche 2.7L Turbo Flat-6     | 329   |
| 5   | IMSA GTX | 78 | Cooke Racing - BP                 | Dany Snobeck Francois Servanin René Metge          | Porsche 935 K3             | Porsche 2.8L Turbo Flat-6     | 325   |
| 6   | IMSA GTX | 70 | Prancing Horse Farm Racing        | Pierre Dieudonné Carson Baird Jean-Paul Libert     | Ferrari 512BB/LM           | Ferrari 4.9L Flat-12          | 322   |
| 7   | C        | 32 | Viscount Downe Pace Petroleum     | Ray Mallock Simon Phillips Mike Salmon             | Nimrod NRA C2              | Aston Martin-Tickford 5.3L V8 | 317   |
| 8   | Gr.5     | 60 | Charles Ivey Racing               | John Cooper Paul Smith Claude Bourgiognie          | Porsche 935 K3             | Porsche 3.1L Turbo Flat-6     | 316   |
| 9   | IMSA GTX | 72 | North American Racing Team (NART) | Alain Cudini John Morton John Paul, Jr.            | Ferrari 512BB/LM           | Ferrari 4.9L Flat-12          | 306   |
| 10  | C        | 25 | Primagaz                          | Pierre Yver Bruno Sotty Lucien Guitteny            | Rondeau M379               | Ford Cosworth DFV 3.0L V8     | 306   |
| 11  | IMSA GTX | 77 | Garretson Developments            | Anny-Charlotte Verney Bob Garretson Ray Ratcliff   | Porsche 935 K3             | Porsche 2.8L Turbo Flat-6     | 299   |
| 12  | Gr.5     | 66 | Jean-Marie Lemerle                | Jean-Marie Lemerle Max Cohen-Olivar Joe Castellano | Lancia Beta Monte Carlo    | Lancia 1.4L Turbo I4          | 295   |
| 13  | Gr.4     | 90 | Richard Cleare Racing             | Richard Cleare Tony Dron Richard Jones             | Porsche 934                | Porsche 3.3L Turbo Flat-6     | 293   |
| 14  | IMSA GTX | 82 | Mazdaspeed Co. Ltd.               | Yojiro Terada Takashi Yorino Allan Moffat          | Mazda RX-7                 | Mazda 13B 1.3L 2-Rotor        | 282   |
| 15  | C        | 38 | Bussi Team                        | Christian Bussi Pascal Witmeur Bernard de Dryver   | Rondeau M382               | Ford Cosworth DFL 3.3L V8     | 279   |
| 16  | IMSA GTO | 87 | B.F. Goodrich                     | Jim Busby Doc Bundy                                | Porsche 924 Carrera GTR    | Porsche 2.0L Turbo I4         | 273   |
| 17  | IMSA GTO | 81 | Stratagraph Inc.                  | Billy Hagan Gene Felton                            | Chevrolet Camaro           | Chevrolet 5.7L V8             | 269   |
| 18  | Gr.5     | 61 | Total                             | Roland Ennequin Michel Gabriel Franco Gasparetti   | BMW M1 Gr.5                | BMW 3.5L I6                   | 259   |

### Neuvrščeni
Niso prevozili 70 % razdalje zmagovalca (251 krogov)
| Poz | Razred   | Št | Moštvo           | Dirkači                                   | Šasija           | Motor             | Krogi |
| --- | -------- | -- | ---------------- | ----------------------------------------- | ---------------- | ----------------- | ----- |
| 19  | IMSA GTO | 80 | Stratagraph Inc. | Dick Brooks Herschel McGriff Tom Williams | Chevrolet Camaro | Chevrolet 5.7L V8 | 141   |

### Odstopi
| Poz | Razred   | Št | Moštvo                                          | Dirkači                                                | Šasija                  | Motor                         | Krogi |
| --- | -------- | -- | ----------------------------------------------- | ------------------------------------------------------ | ----------------------- | ----------------------------- | ----- |
| 20  | C        | 4  | Belga Team Joest Racing                         | Bob Wollek Jean-Michel Martin Philippe Martin          | Porsche 936C            | Porsche 2.5L Turbo Flat-6     | 320   |
| 21  | IMSA GTX | 62 | EMKA Productions                                | Steve O'Rourke Richard Down Nick Mason                 | BMW M1 Gr.5             | BMW 3.5L I6                   | 266   |
| 22  | Gr.5     | 65 | Thierry Perrier                                 | Thierry Perrier Bernard Salam Gianni Giudici           | Lancia Beta Monte Carlo | Lancia 1.4L Turbo I4          | 219   |
| 23  | Gr.6     | 50 | Martini Racing                                  | Riccardo Patrese Hans Heyer Piercarlo Ghinzani         | Lancia LC1 Spyder       | Lancia 1.4L Turbo I4          | 152   |
| 24  | IMSA GTX | 83 | Mazdaspeed Co. Ltd.                             | Tom Walkinshaw Chuck Nicholson Peter Lovett            | Mazda RX-7              | Mazda 13B 1.3L 2-Rotor        | 180   |
| 25  | Gr.5     | 75 | Claude Haldi                                    | Claude Haldi Rodfrigo Terran Francois Hesnault         | Porsche 935 K3          | Porsche 2.8L Turbo Flat-6     | 141   |
| 26  | C        | 26 | Jacky Haran                                     | Vivian Candy Jacky Haran Hervé Poulain                 | Rondeau M379            | Ford Cosworth DFV 3.0L V8     | 149   |
| 27  | C        | 10 | WM Esso                                         | Roger Dorchy Alain Couderc Guy Fréquelin               | WM P82                  | Peugeot 2.8L Turbo V6         | 112   |
| 28  | C        | 12 | Otis Automobiles Jean Rondeau                   | Henri Pescarolo Jean Ragnotti Jean Rondeau             | Rondeau M382            | Ford Cosworth DFL 4.0L V8     | 146   |
| 29  | IMSA GTO | 86 | B.F. Goodrich                                   | Patrick Bedard Paul Miller Manfred Schurti             | Porsche 924 Carrera GTR | Porsche 2.0L Turbo I4         | 128   |
| 30  | C        | 35 | Courage Competition                             | Yves Courage Jean-Philippe Grand Michel Dubois         | Courage C01             | Ford Cosworth DFL 3.3L V8     | 78    |
| 31  | C        | 11 | Malardeau Automobiles Jean Rondeau              | Francois Migault Gordon Spice Xavier Lapeyre           | Rondeau M382            | Ford Cosworth DFL 4.0L V8     | 150   |
| 32  | IMSA GTO | 85 | Tony Garcia                                     | Tony Garcia Fred Stiff Albert Naon                     | BMW M1                  | BMW 3.5L I6                   | 104   |
| 33  | C        | 9  | WM Esso                                         | Jean-Daniel Raulet Didier Theys Michel Pignard         | WM P82                  | Peugeot 2.8L Turbo V6         | 127   |
| 34  | C        | 36 | Dome Co. Ltd.                                   | Chris Craft Eliseo Salazar                             | Dome RC82               | Ford Cosworth DFL 3.3L V8     | 85    |
| 35  | C        | 24 | Otis - Automobiles Jean Rondeau                 | Jean-Pierre Jaussaud Henri Pescarolo                   | Rondeau M382            | Ford Cosworth DFL 4.0L V8     | 111   |
| 36  | Gr.6     | 51 | Martini Racing                                  | Michele Alboreto Teo Fabi Rolf Stommelen               | Lancia LC1 Spyder       | Lancia 1.4L Turbo I4          | 92    |
| 37  | C        | 14 | March Racing                                    | Eje Elgh Jeff Wood Patrick Nevé                        | March 82G               | Chevrolet 5.8L V8             | 78    |
| 38  | C        | 7  | Ford Werke A.G. Zakspeed                        | Manfred Winkelhock Klaus Niedzwiedz                    | Ford C100               | Ford Cosworth DFL 4.0L V8     | 71    |
| 39  | IMSA GTO | 84 | Canon Cameras GTi Engineering                   | Richard Lloyd Andy Rouse                               | Porsche 924 Carrera GTR | Porsche 2.0L Turbo I4         | 77    |
| 40  | C        | 16 | Ultramar Team Lola                              | Guy Edwards Nick Faure Rupert Keegan                   | Lola T610               | Ford Cosworth DFL 4.0L V8     | 72    |
| 41  | C        | 20 | BASF Cassetten Team GS Sport                    | Hans Joachim Stuck Jean-Louis Schlesser Dieter Quester | Sauber SHS C6           | Ford Cosworth DFL 4.0L V8     | 76    |
| 42  | C        | 19 | BASF Cassetten Team GS Sport                    | Walter Brun Siegfried Müller Jr.                       | Sauber SHS C6           | Ford Cosworth DFL 4.0L V8     | 55    |
| 43  | C        | 6  | Ford Werke A.G. Zakspeed                        | Klaus Ludwig Marc Surer Manfred Winkelhock             | Ford C100               | Ford Cosworth DFL 4.0L V8     | 67    |
| 44  | C        | 39 | Dorset Racing Associates                        | Mike Wilds Francois Duret Ian Harrower                 | De Cadenet-Lola LM      | Ford Cosworth DFV 3.0L V8     | 56    |
| 45  | Gr.6     | 55 | Chevron Racing Cars                             | Martin Birrane John Sheldon Neil Crang                 | Chevron B36             | Ford Cosworth BDX 2.0L I4     | 57    |
| 46  | IMSA GTX | 71 | Charles Pozzi Ferrari France                    | Jean-Claude Andruet Claude Ballot-Lena                 | Ferrari 512BB/LM        | Ferrari 4.9L Flat-12          | 57    |
| 47  | C        | 31 | Nimrod Racing Automobiles Ltd.                  | Tiff Needell Bob Evans Geoff Lees                      | Nimrod NRA C2           | Aston Martin-Tickford 5.3L V8 | 55    |
| 48  | C        | 30 | Michel Lateste                                  | Hubert Striebig Michel Lateste Jacques Heulcin         | URD C81                 | BMW 3.5L I6                   | 45    |
| 49  | IMSA GTX | 73 | T-Bird Racing North American Racing Team (NART) | Preston Henn Randy Lanier Denis Morin                  | Ferrari 512BB/LM        | Ferrari 4.9L Flat-12          | 43    |
| 50  | Gr.5     | 64 | Edgar Dören                                     | Edgar Dören Billy Sprowls Antonio Contreras            | Porsche 935 K3          | Porsche 3.0L Turbo Flat-6     | 39    |
| 51  | C        | 29 | Garretson Developments                          | Bobby Rahal Skeeter McKitterick Jim Trueman            | March 82G               | Chevrolet 5.8L V8             | 28    |
| 52  | C        | 17 | Cooke Racing                                    | Brian Redman Ralph Kent-Cooke Jim Adams                | Lola T610               | Ford Cosworth DFL 4.0L V8     | 28    |
| 53  | IMSA GTX | 76 | Bob Akin Motor Racing                           | Bob Akin David Cowart Kenper Miller                    | Porsche 935L            | Porsche 2.8L Turbo Flat-6     | 15    |
| 54  | C        | 5  | Porsche Kremer Racing                           | Ted Field Danny Ongais Bill Whittington                | Porsche-Kremer CK5      | Porsche 2.3L Turbo Flat-6     | 25    |
| 55  | C        | 37 | Grid Racing                                     | Desiré Wilson Emilio de Villota Alain de Cadenet       | Grid S1                 | Ford Cosworth DFL 3.3L V8     | 7     |

### Statistika
- Najboljši štartni položaj - #1 Rothmans Porsche System - 3:28.40
- Najhitrejši krog - #12 Otis - Automobiles Jean Rondeau - 3:36.90
- Razdalja - 4899.086
- Povprečna hitrost - 204.128 km/h